# Митрофан (Афонский)
Епи́скоп Митрофа́н (в миру Митрофа́н Васи́льевич Афо́нский; 13 [25] октября 1861, Мценск, Орловская губерния — 18 мая 1918, Каменец-Подольский) — епископ Русской православной церкви, епископ Подольский и Брацлавский. Духовный писатель.

## Биография
Родился 13 октября 1861 года в семье священника Орловской епархии.
В 1876 окончил Первое орловское духовное училище, в 1882 году — Орловскую духовную семинарию.
В 1886 году окончил Московскую духовную академию со степенью кандидата богословия.
С 7 марта 1887 года — учитель Орловской частной женской гимназии Сухотиной. Обвенчан с дочерью священника Анной Никитичной Лебедевой. Член Орловской ученой архивной комиссии.
С 1888 года — преподаватель русского и церковнославянского языков 2-го Орловского духовного училища и преподаватель пения в 1-й мужской гимназии.
22 ноября 1892 года рукоположён во священника к Скорбященскому храму при богоугодном заведении. Законоучитель в Александровском сиротском приюте.
В 1890-е годы помощник благочинного храмов Орла, наблюдатель за преподаванием Закона Божия в светских учебных заведениях, депутат губернского земского собрания, член правления Орловской духовной семинарии, духовной консистории и Попечительства о бедных духовного звания, председатель ревизионного комитета епархиального свечного завода.
С 1897 по 1910 год редактировал «Орловские епархиальные ведомости».
Председатель церковно-археологического комитета (1900), настоятель храма святого Александра Невского при Александровском реальном училище, законоучитель в нём и Орловском Бахтина кадетском корпусе (1901), казначей правления епархиального лазарета (1903).
С 1905 года протоиерей, настоятель Михаило-Архангельского храма при кадетском корпусе. Овдовел, имея пятерых детей (Сергей, Екатерина, Лидия, Николай, Владимир).

### Епископ
25 августа 1906 года последовал указ Священного Синода о «бытии протоиерею Митрофану Афонскому, по предварительном принятии им монашества, епископом Елецким, викарием Орловской епархии».
9 сентября Митрофан Афонский принял монашество с оставлением прежнего имени, возведён в сан архимандрита и 17 сентября хиротонисан в московском Успенском соборе во епископа.
Хотя имел местопребывание в Орле, часто служил в елецких храмах, заботясь о том, чтобы служба была строго уставная и благолепная. С его деятельностью связано оживление церковной жизни в Ельце во время и после первой русское революции 1905—1907 годов. По его инициативе в 1907—1910 годы в зале Елецкой городской думы читались публичные лекции с участием городского духовенства, при храмах Ельца проводились воскресные чтения, в церковных школах Елецкого викариатства использовались современные методики обучения церковному пению и создавались детские хоры, возобновлялась деятельность библиотек-читален, обществ трезвости.
Председатель епархиального училищного совета (1907) и Петропавловского братства (1909), товарищ председателя епархиального миссионерского комитета (1908).
С 2 апреля 1910 года — епископ Екатеринбургский и Ирбитский. 11 мая избран Председателем Екатеринбургского отдела Императорского православного палестинского общества.
Был человеком высокообразованным, отличался активным и деятельным характером. Уже через два дня после приезда на кафедру попросил, чтобы были собраны и доставлены ему все сведения по вопросу об открытии семинарии в Екатеринбурге. По всей Екатеринбургской епархии при его поддержке открывались общества трезвости. «Выдающуюся роль в организации и руководстве трезвенного движения на Среднем Урале сыграл сравнительно молодой и чрезвычайно энергичный в деле служения Церкви епископ Митрофан (Афонский, 1861—1918), занимавший екатеринбургскую кафедру с апреля 1910 г. по март 1914 г. При нём число церковных обществ трезвости увеличилось приблизительно в два раза: с примерно 30-ти на весну 1910 г. до более чем 60-ти на весну 1914 г.; возросли уважение к ним среди народа и поддержка со стороны духовных и светских властей»
С 20 марта 1914 года — епископ Подольский и Брацлавский.
Награжден орденами святой Анны III степени (1907) и святого Владимира III (1908) и II (1915) степени.
В 1917 году член Поместного Собора Православной Российской Церкви по должности, участвовал в 1-й сессии, член XVI Отдела.
С октября 1917 года на покое, настоятель Свято-Троицкого мужского монастыря в городе Каменец-Подольский. Скончался 18 мая 1918 года от болезни сердца, похоронен в монастыре.

## Сочинения
- Освящение вновь сооруженного при Орловском доме трудолюбия храма, совершенное о. Иоанном Сергеевым // Орловские епархиальные ведомости. 1897. № 39.
- Памяти высокопреосвященного Сергия, митрополита Московского // Орловские епархиальные ведомости. 1898. № 8.
- Отзыв об изданиях г. Ставровского. Орёл, 1900.
- Саров // Кормчий. 1904. № 29.
- Путешествие Антиохийского патриарха Макария по пределам Орловского края в 1645–1655 гг.; Сведения об архиепископе Орловском Иннокентии (Коровине) // Сб. Орловского церковно-археологического комитета. Т. 1. Орёл, 1905.
- Рождественские чтения, предназначенные для храма, семьи, учебных заведений, аудиторий. Два чтения. Орел, 1908.
- Что испытывает тело и душа человека умирающего и чем можно предотвратить ужас смерти. Орёл, 1909.
- К сведению епархиального духовенства и церковно-школьной инспекции; Настоятелям и настоятельницам монастырей и общин; Пастырям и клиру; Духовенству Екатеринбургской епархии // Екатеринбургские епархиальные ведомости. 1910. № 37, 38, 40, 49.
- Настоятелям церквей и всему клиру Екатеринбургской епархии; Пастве; Духовенству // Екатеринбургские епархиальные ведомости. 1911. № 6, 11, 25, 31, 42, 49, 52.
- Мир без Христа. Екатеринбург, 1911 (2-е изд.).
- Истина Воскресения Христова. Екатеринбург, 1911.
- Слова и речи. Екатеринбург, 1912 (2-е изд.).
- Церкви Екатеринбургской // Прибавление к «Церковным Ведомостям». 1912; № 8, с. 273.
- Послание Екатеринбургской пастве // Екатеринбургские епархиальные ведомости. 1914. № 13.
- Речь; Духовенству Подольской епархии // Православная Подолия. 1915. № 19, 23, 26, 28, 34.
- Распоряжение; Воззвание к духовенству и прихожанам; Предложение; Пастырям Церкви Подольской // Православная Подолия. 1917. № 9/10, 16–18, 35.